# Ferrari F430
A Ferrari F430-at 2004. szeptember 21-én mutatták be a nagyközönségnek, a Párizsi Autószalonon. A Ferrari legkisebb autóját, az F360-at váltotta le. Tulajdonságaiban nagyon hasonlít a Ferrari Enzóra. Jellemzői: keskenyebb fényszóró, megújult első lökhárító és az Enzóéra hasonlító hátsó lámpák.

## Manettino
Az F430 kormányán piros motorindító gomb és az F-1-ből egyenes ágon származó ötállású kapcsoló, a "'manettino" (az olasz "kézi állításból" eredő szó) található. Feladata az elektromos vezérlésű futómű, az utcai autókban elsőként debütáló elektronikus vezérlésű differenciálzár (E-diff), a kipörgésgátló és menetstabilizáló (CST), a váltómű fokozatkapcsolási sebessége, valamint a motorelektronika különböző beállításainak változtatása, és legfőképpen egymáshoz hangolása. A hópihés állás a téli beállításokat aktiválja.

## E-diff
Az elektronikus vezérlésű differenciálmű az F430 egyik legnagyobb technikai újdonsága, ez az első utcai autó, amiben változtatható a gyári beállítás (a manettino segítségével). A két hajtott kerék közti kapcsolat elektronikus felügyelete a vezetőnek jobb kezelhetőséget, nagyobb kanyarsebességet és könnyebb irányíthatóságot ad. A két hátsó kerék között a nyomaték megfelelő elosztását a következő szenzorok jelei alapján végzi az elektronika: kormány-elfordítási szög, gázpedálállás, hossz- és keresztirányú gyorsulás, kerekek forgási sebessége (természetesen mind a négy külön).

## Aerodinamika
Az F430 formatervét a gyár szélcsatornájában tökéletesítették, ötven százalékkal nagyobb leszorítóerőt állít elő, mint a Modena 360. 200 km/óránál ez +45 kg-mot jelent, 300-nál +85-öt. Ez azért sok, mert a maximális érték 280 kg, amiből az első tengelyre 130, a hátsóra 150 jut. A kocsin nincs spoiler, az autó formája és persze aljának kiképzése (ide értve a diffúzort is) ezt feleslegessé teszi.

## Galéria

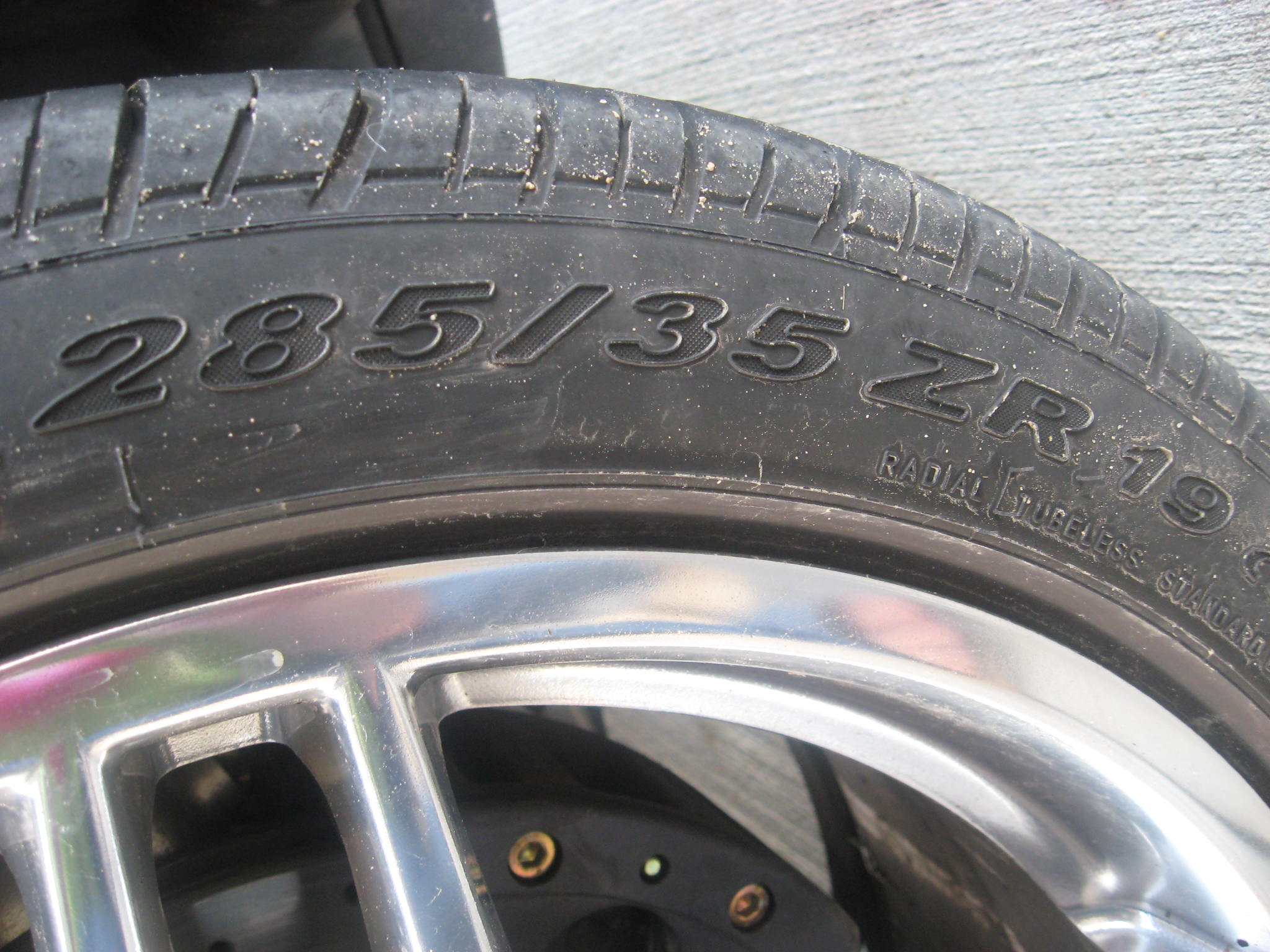
Abroncs méretei
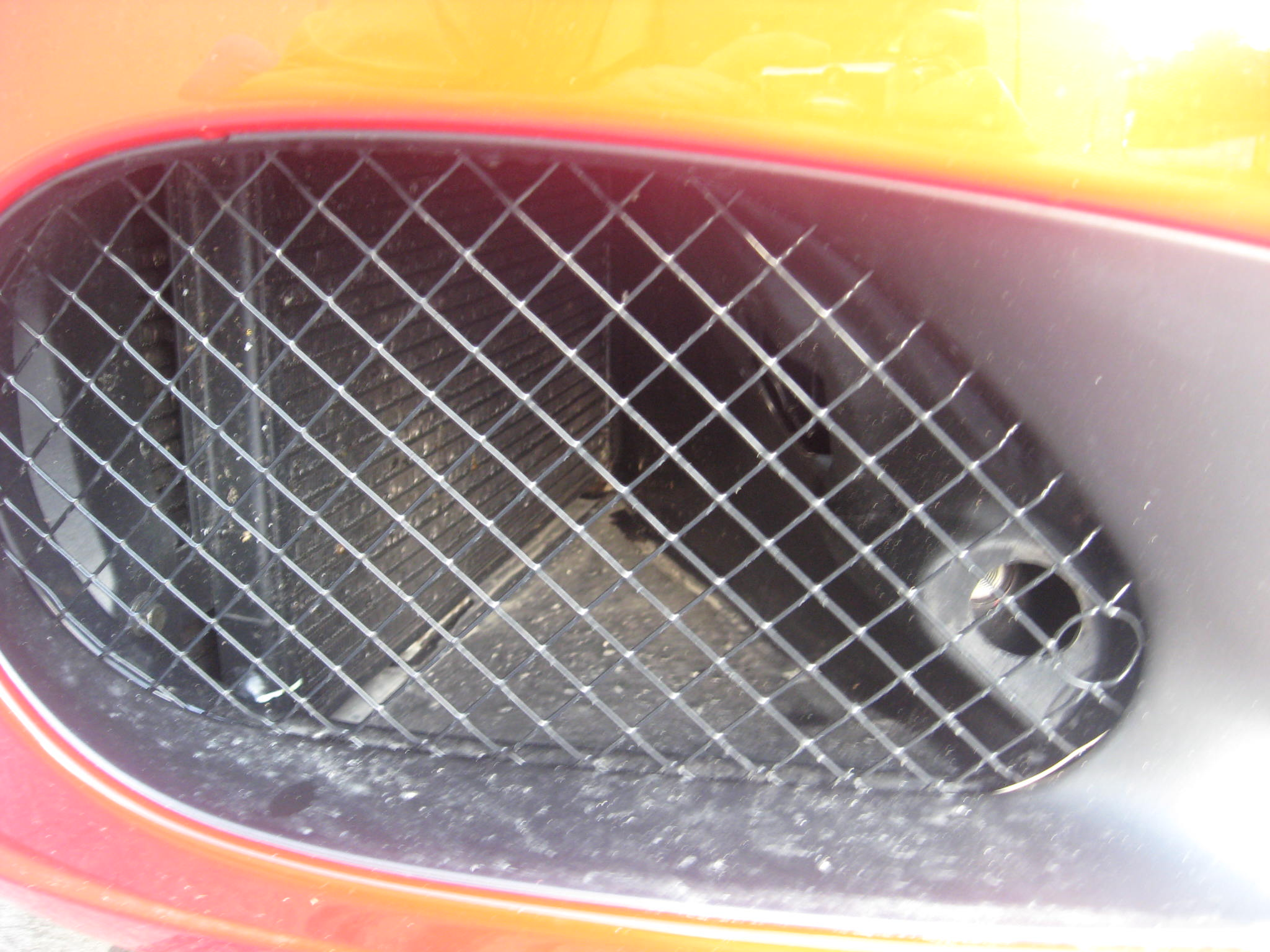
Elülső légbeömlő
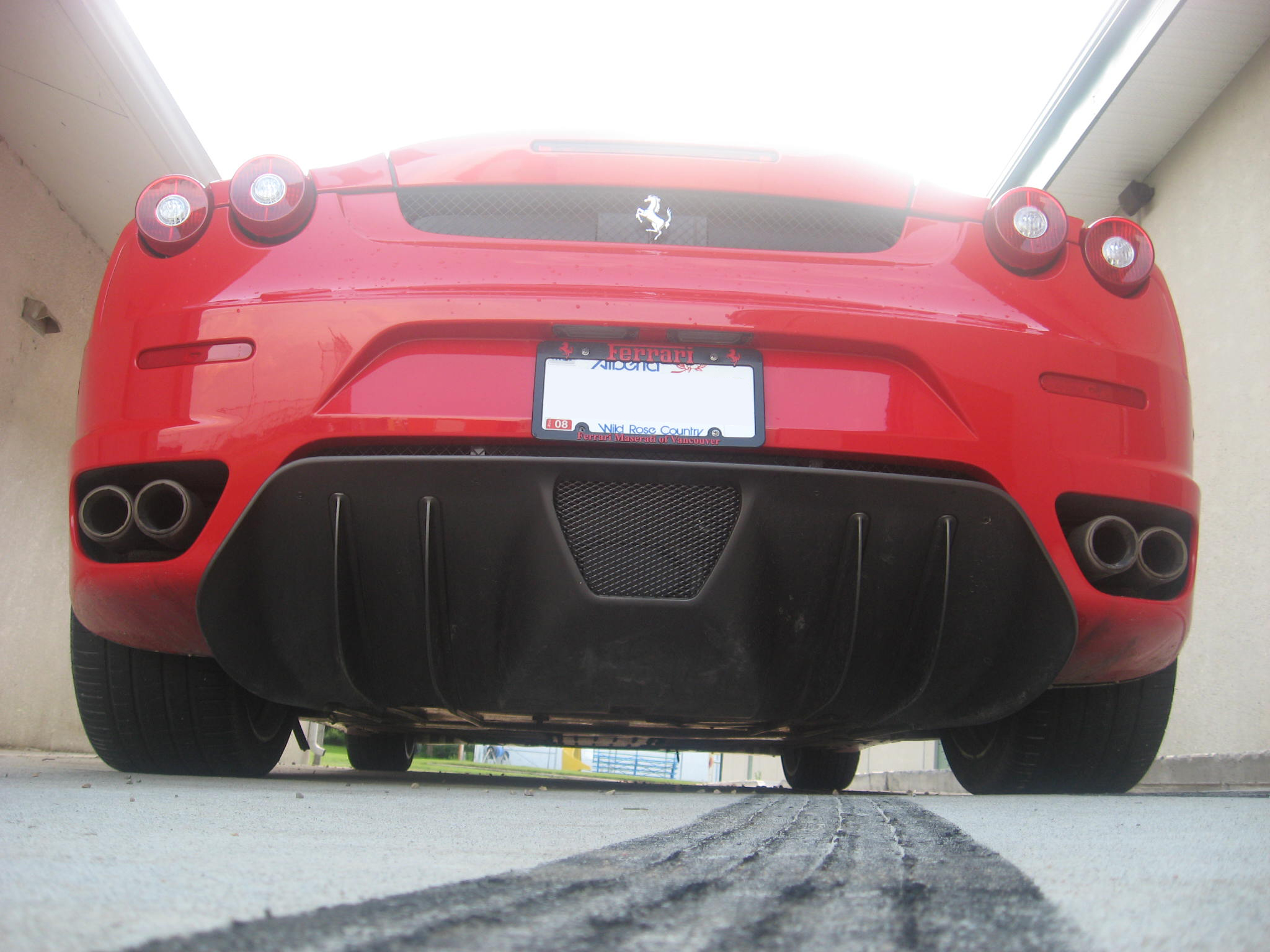
Fara
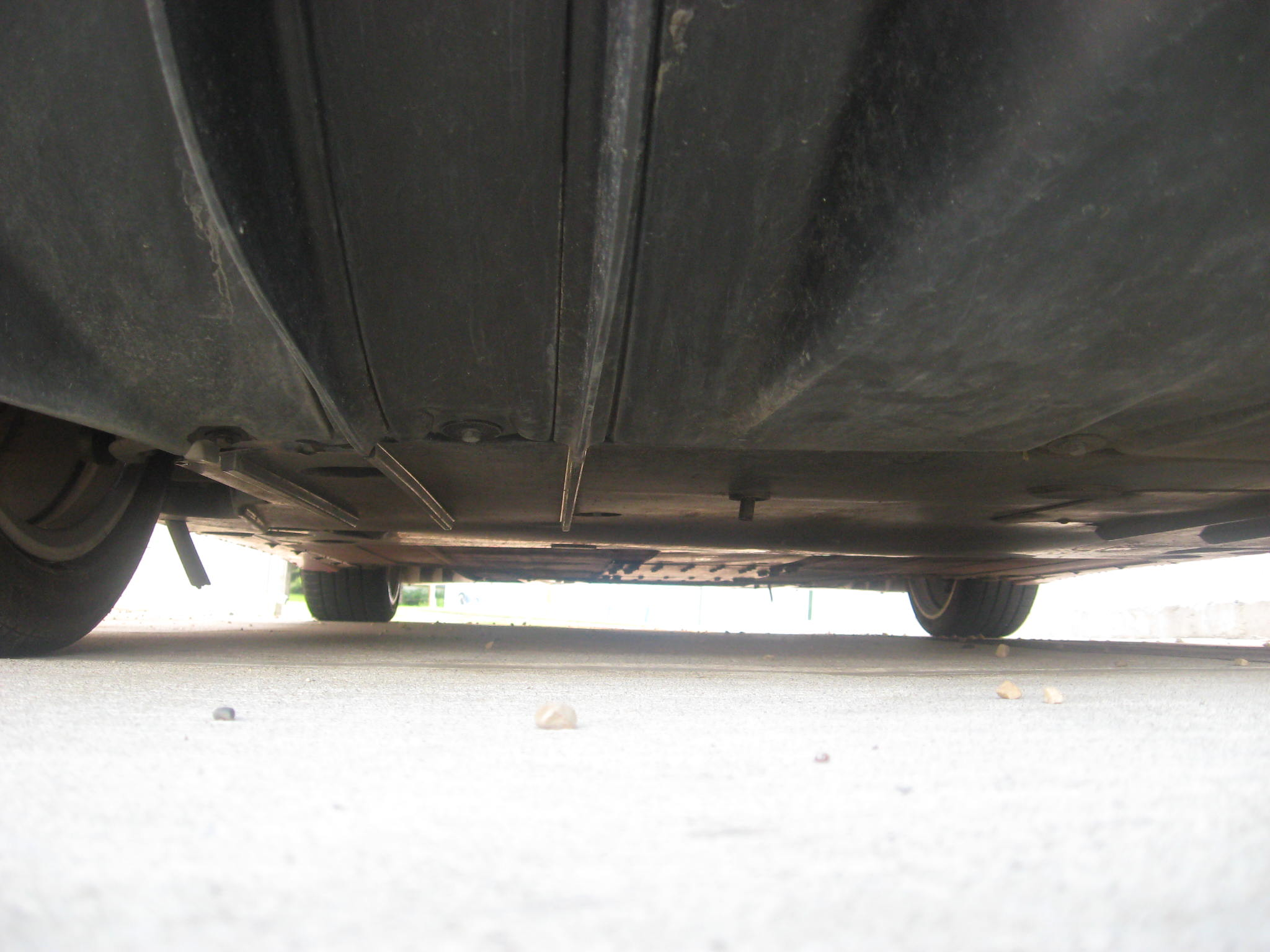
Hasmagasság
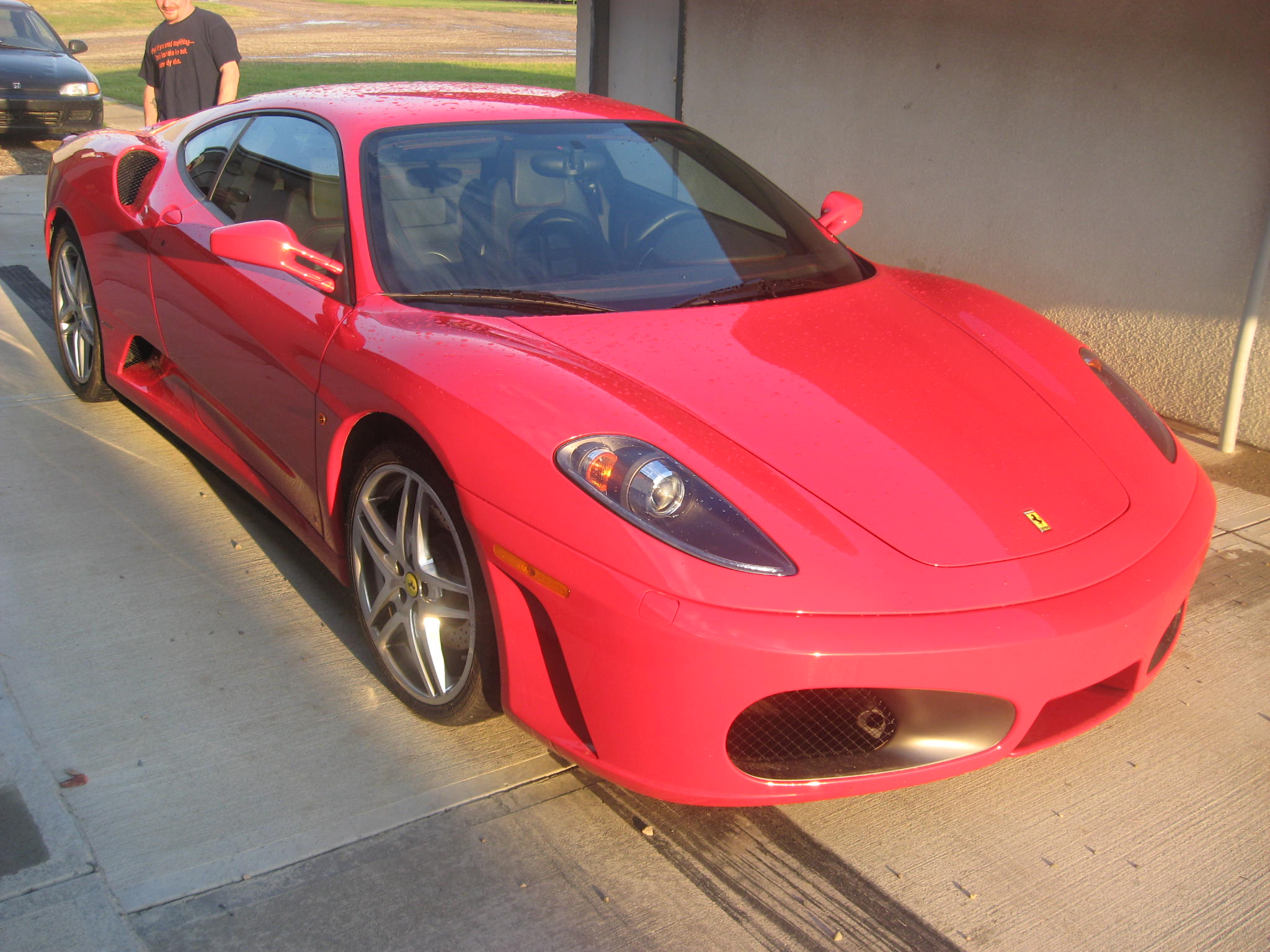
F430
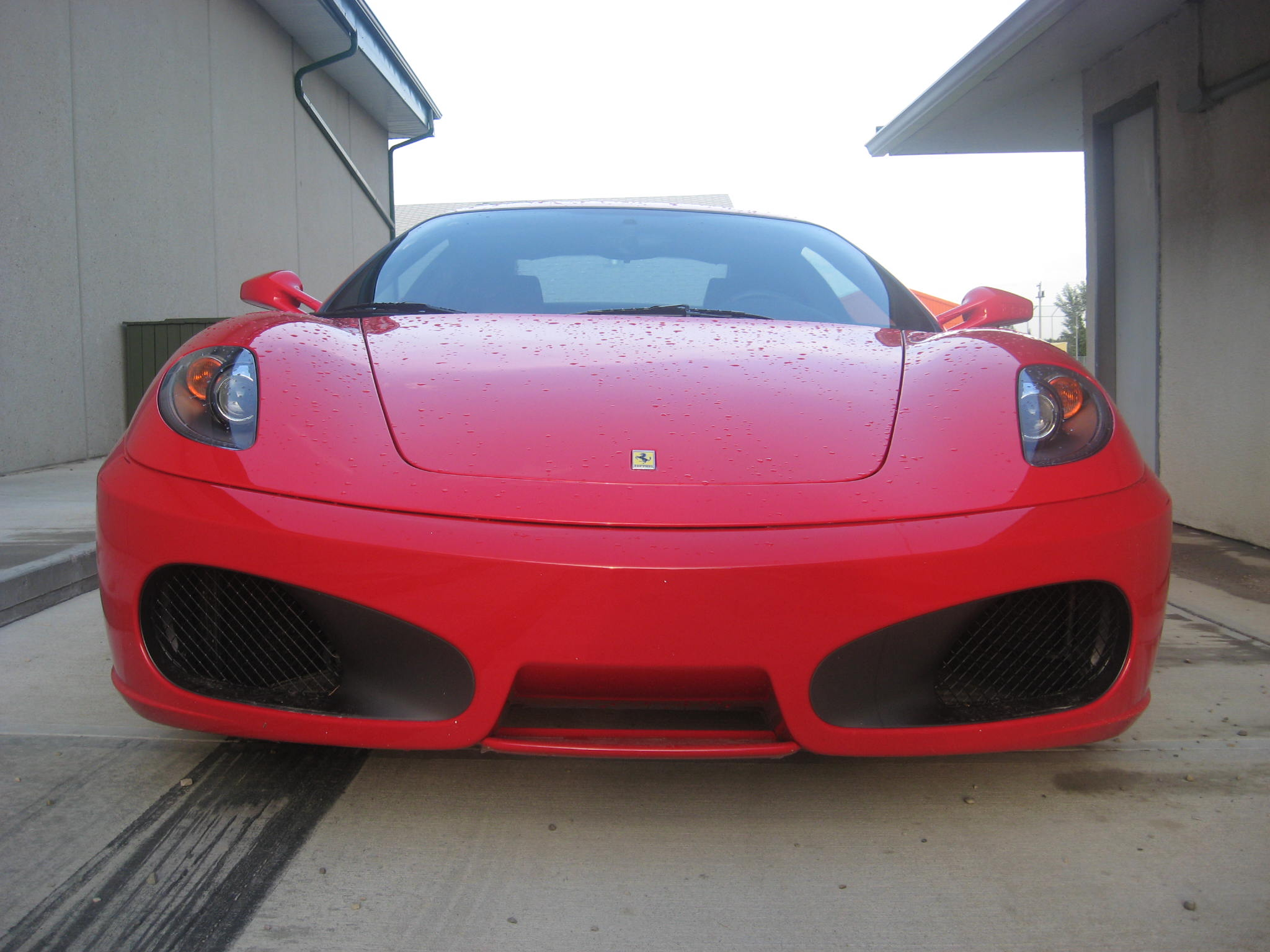
Szemből